# Siergiej Wowkotrub
Siergiej Wowkotrub (Ukrajna, 1964 –) ukrán klasszikus- és dzsesszhegedűs; zeneszerző. Lengyelországban él.

## Pályakép
Wowkotrub felsőfokon a kijivi Csajkovszkij Zenei Konzervatóriumon tanult. A. I. Bazhenov professzor tanítványa volt. Bár a 90-es évek elején Kijivben kezdett doktori tanulmányokat folytatni, Lengyelországba költözött.
Jerzy Kosek, a częstochowai Filharmonikusok Szimfonikus Zenekar igazgatója meghívására Wowkotrub Częstochowaban hegedűsként kapott az állást. Hamarosan „első hegedűs” lett. Czestochowában szakmailag és magánéletileg is Lengyelország lett második hazája.
Wowkotrub már a konzervatóriumban érdeklődött a hagyományos dzsesszzene iránt. Leonyid Utyoszov és Stéphane Grappelli zenéjét hallgatta. Legyűgözte hegedűs cigányswing. Maciej Strzelczyk és Wojtek Kaminski, majd Tim Kliphuis mellett fejlesztette hegedűs tudását. aztán létrehozta a Siergiej Wowkotrub Triót.
2007-ben Wowkotrub, Andrzej Nowicki és Daniel Pomorski felvette első CD-jétt „Happy Times” címmel, amin az 1920-as -30-as évek swingzenéje szólal meg.

## Gypsy Swing Quartet
2011-ben a Wowkotrub elindította a Siergiej Wowkotrub Gypsy Swing Quartetet (SWGSQ). Gitárosokkal (Sebastian Ruciński, Tomasz Wójcik) és Piotr Górka a nagybőgőssel újabb CD-t készített. A „Joseph, Joseph” című szám a swing-sztenderdek virtuóz értelmezésének jó példája. Ezen a CD-n Stephane Grappelli és Django Reinhardt hangulata dominál, egy cigánytábor visszhangja szól.
Siergiej Wowkotrub előadásaiban keleti szláv dallamok és a szakmai iskolázottság fegyelme egyaránt kihallik.

## Albumok

### Zenekarvezető
- Siergiej Wowkotrub Trio: Happy Times (2007)
- SWGSQ[2] Joseph, Joseph  (2013)

### Vendégekkel
- Bix & Henryk (2006)
- New Orleans Suite (2007)
- Jubilee − Five O'Clock Orchestra (2015)

### Együttműködések
- Jazz Band Ball Orchestra
- Swing Workshop of Wojtek Kamiński
- Five O'Clock Orchestra
- Hot D'Jazz Trio
- Joscho Stephan, Lora Szafran
- Tim Kliphuis
- Vano Bamberger

## Fordítás
Ez a szócikk részben vagy egészben  a   Siergiej Wowkotrub című angol Wikipédia-szócikk ezen változatának fordításán alapul.  Az eredeti cikk szerkesztőit annak laptörténete sorolja fel. Ez a jelzés csupán a megfogalmazás eredetét és a szerzői jogokat jelzi, nem szolgál a cikkben szereplő információk forrásmegjelöléseként.